# Calviac-en-Périgord
Calviac-en-Périgord – miejscowość i gmina we Francji, w regionie Nowa Akwitania, w departamencie Dordogne, położona nad rzeką Dordogne.
Według danych na rok 1990 gminę zamieszkiwało 441 osób, a gęstość zaludnienia wynosiła 30 osób/km² (wśród 2290 gmin Akwitanii Calviac-en-Périgord plasuje się na 756. miejscu pod względem liczby ludności, natomiast pod względem powierzchni na miejscu 774.).